# Laogai

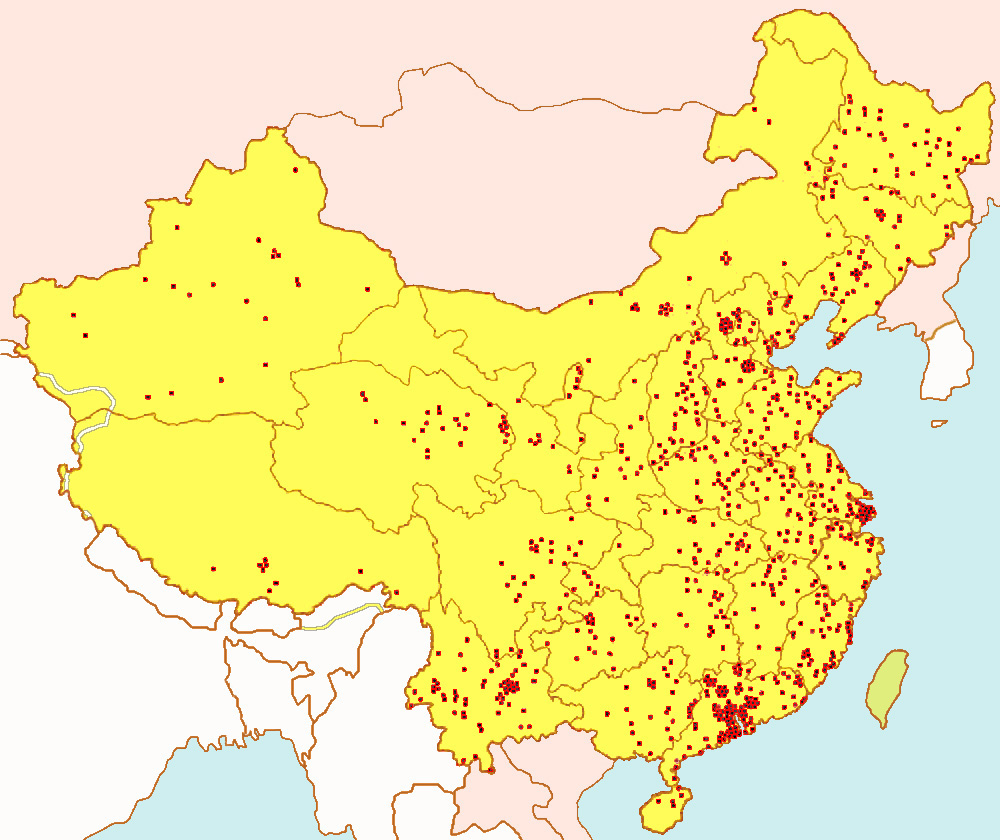
Verspreidingsgebied van de Laogai-kampen in China

Laogai (勞改; pinyin: láo găi), hetgeen betekent  "verbetering door arbeid," is een slogan van het Chinese rechtssysteem. De term wordt gebruikt als aanduiding van de strafkampen in de Volksrepubliek China.
Het Chinese Laogai-gevangenissysteem ontstond kort na de machtsovername door Mao Zedong en de Chinese Communistische Partij in 1949 en het bestaat nog steeds in zijn essentiële vorm. In het concept komen communistische revolutionaire ideologie en traditionele Chinese opvattingen over straf, namelijk dat antisociaal gedrag kan worden hervormd en geëlimineerd door dwangarbeid en heropvoeding.
In de jaren 1960 zaten in de Chinese gevangenissen grote aantallen mensen in hechtenis vanwege hun kritiek op de regering. De gevangenissen waren georganiseerd als fabrieken. De meeste personen die om politieke redenen gevangen zaten werden echter aan het eind van de jaren 1970 in vrijheid gesteld, in het kader van de hervormingen van Deng Xiaoping.
Het is echter duidelijk dat er nog steeds een groot aantal mensen om politieke redenen in kampen zit en dat de ingezetenen van deze kampen onbezoldigde arbeid verrichten. De producten uit deze arbeid worden verkocht, en soms ook naar het Westen geëxporteerd. Personen die de Chinese regering verdedigen, voeren aan dat de omstandigheden in de kampen verbeterd zijn sinds de dagen van Mao Zedong en dat de handel in de door gevangenen gemaakte producten voor de kampdirecties een stimulans vormt om de gevangenen beter te behandelen, aangezien goed gevoede gevangenen productiever zijn. Kritisch gestemde personen wijzen erop dat de detentieomstandigheden nog steeds veel te wensen overlaten. 
Een getuigenis uit eerste hand is te vinden in de boeken van de Chinese dissident Harry Wu, met de titels Troublemaker (1996) en Laogai: The Chinese Gulag (1992). Wu heeft 19 jaar als gevangene in deze kampen doorgebracht, vanwege de kritiek die hij tijdens zijn studentenjaren op de Chinese regering had geuit. Een paar keer scheelde het weinig, of hij was aan zijn beproevingen bezweken. In 1979 werd hij vrijgelaten, drie jaar na de dood van Mao. In 1985 slaagde hij erin te ontkomen naar de Verenigde Staten, waar hij zeer actief was als mensenrechtenactivist. Hij werd Amerikaans staatsburger in 1994. In 1995 keerde hij terug naar China. Hij constateerde toen dat de situatie in de kampen weinig was verbeterd en werd opnieuw gearresteerd. Hij werd veroordeeld voor spionage en kreeg 15 jaar gevangenisstraf, maar kwam na 66 dagen vrij onder politieke druk van de Verenigde Staten.
Er zouden zich binnen de "Laogai-archipel" ruim duizend kampen bevinden.